# Howard Carter
Howard Carter (Swaffham, 9. svibnja 1873. – London, 2. ožujka 1939.), engleski egiptolog.
Vršio je mnoga arheološka iskapanja u Egiptu i otkrio niz kraljevskih grobova (Amenofisa I., Tutmozisa IV., kraljice Hatšepsut), a njegovo najveće otkriće je grobnica faraona Tutankhamona. Objavio je više radova, a najpoznatiji je "Tutankhamonova grobnica".  

## Početak karijere
Howard Carter se rodio u Londonu, Engleska, kao sin Samuela Cartera, vještog umjetnika, koji ga je trenirao da krene njegovim stopama i Marthe Joyce (Sands) Carter.
Godine 1891., u dobi od 17 godina, kao talentirani mladi umjetnik, bio je poslan od strane Fonda u Egipt Exploration. Tamo je trebao pomoći Percyju Newberryju u istraživanju i snimanju grobnica Srednjeg kraljevstva na Beni Hasanai. Čak i u toj mladoj dobi je bio inovativan u poboljšanju metoda kopiranja grobnih ukrasa. 1892. je radio pod tutorstvom Flinders Petrie jednu sezonu u Amarni, glavni grad osnovan od strane faraona Akhenatena. Od 1894. do 1899. je radio s Edouardom Navilleom u Deir el-Bahari, gdje je snimio zidni reljefi u hramu Hatšepsut.
Godine 1899., Carter je izabran za prvog glavnog inspektora u Službi egipatskih starina (EAS). Nadzirao je tada nekoliko iskapanja na Tebi (sada poznata kao Luxor) prije nego što je prebačen 1904. godine na inspektorat Donjeg Egipta. Carter je podnio ostavku Službi egipatskih starina 1905., godine nakon istrage afere (poznata kao Saqqara afera) između egipatskih čuvara i grupe francuskih turista u kojima je stao na stranu egipatskog osoblja.
Carter je nakon senzacionalnog otkrića Tutankhamonove grobnice poživio još 16 godina te na taj način opovrgnuo sva nagađanja o «prokletstvu». Mnogo više od naklapanja o faraonovu prokletstvu njega je do kraja života mučila jedna druga pomisao: ako je mali i beznačajni vladar poput Tutankhamona sa sobom u grobnicu ponio tolika bogatstva, što se tek nalazilo u grobnicama velikih vladara Nove države!? Howard Carter je do kraja života ostao zaražen groznicom slave i moći Egipta i njegova beskrajnog blaga. Stoga je i na svoj grob u Kensingtonu (zapadni London) dao upisati sljedeći epitaf: Nek tvoj duh živi, neka živi milijune godina, Ti koji voliš tebu, koji sjediš licem okrenut sjevernom vjetru, očima promatrajući sreću! O noći, prekrij me svojim krilima, kao što prekrivaš neuništive zvijezde! 